# Pafos
Pafos (græsk: Πάφος, tr. Pafos), tyrkisk: Baf undertiden Phaphos) er en kystby i den sydvestlige del af Cypern. Den er hovedstad i Pafos distriktet. I  Antikken var der to steder, der blev kaldt Pafos: Gamle Pafos og Nye Pafos. Den nuværende by kaldes Ny Pafos. Byen ligger på middelhavskysten omtrent 50 km vest for Limassol (den største havn på øen), som den er forbundet til via A6-motorvejen. Paphos International Airport er landets næststørste lufthavn.
Nær Palaepaphos (Gamle Pafos) ved havet ligger Petra tou Romiou det mytologiske fødested for Afrodite, den græske gudinde for kærlighed og skønhed. Ifølge mytologien grundlagde hun byen, som i antikken var et vigtigt tilbedelsessted for Afrodite. I græsk-romersk tid var Pafos øens hovedstad, og byen er særdeles berømt for ruinerne af den romerske guvernørs palads. Andre af byens turistattraktioner er en stor og omfattende samling mosaikker. Apostlen Paulus fra Tarsus besøgte byen i 1. århundrede e.Kr. Erik Ejegod døde vistnok i byen, da han i 1003 var på pilgrimsrejse til Jerusalem, der netop var erobret, under det første korstog. Hans grav er ukendt. Pafos er på UNESCOs Verdensarvsliste
Pafos har et Subtropisk-middelhavsklima med de mildeste temperaturer på øen. Den typiske sommer varer ca. otte måneder, fra april til november. Temperaturen i marts og december kan nå helt på på 20 °C.

## Transport
Pafos plejede at være den eneste bilfrie by på Cypern. Men tingene forandrede urbaniseringen og stigningen i befolkningstallet på mindre end 10 år. Problemet ligger hovedsageligt i byens centrum, hvor vejene ikke længere kan bruges til biler. Årsagen er, at nogle de planlagte vejforbindelser blev på papiret. Disse omfatter:
- 2. del af den nordlige ringvej
- Vestlige ringvej
- En planlagt vej til lufthavnen
- Opgraderingen af vejene i Coral Bay

### Offentlig transport
Den offentlige transport i Pafos består udelukkende af busser. Busserne bliver leveret af OSYPA LTD.

### Motorveje
Pafos havde ingen motorveje før 2001. Den kan nu nås via A6, som forbinder Pafos med Limassol. Indvielsen af den nye motorvej A7 forventedes at finde sted i 2013. Vejen skal efter planen føre til Polis for af hjælpe på den store trafik, der er i forstæderne.

### Lufthavn
Siden 1982 er lufttrafikken serviceret af Paphos International Airport 10 km sydøst for byen, nær Timi. Den betjener 1.75 millioner årligt. En ny terminal åbnede i 2008 ved siden af den gamle.

### Havn
Havnen fungerer som en lille marina og fiskerihavn og betjener omkring 300 både. Det er måske den største turistattraktion i byen med restauranter og cafeer. I nærheden af havnen har Afrodite Festivalen fundet sted siden 1998. Krydstogtskibe bruger Limassol Port 60 km væk. En ny havn ved siden af Coral Bay er under bygning i Kissonerga. Den nye havn vil kunne betjene 3,000 skibe.

## Klima
| Vejr for Pafos                  | Vejr for Pafos | Vejr for Pafos | Vejr for Pafos | Vejr for Pafos | Vejr for Pafos | Vejr for Pafos | Vejr for Pafos | Vejr for Pafos | Vejr for Pafos | Vejr for Pafos | Vejr for Pafos | Vejr for Pafos | Vejr for Pafos |
|                                 | Jan            | Feb            | Mar            | Apr            | Maj            | Jun            | Jul            | Aug            | Sep            | Okt            | Nov            | Dec            | År             |
| ------------------------------- | -------------- | -------------- | -------------- | -------------- | -------------- | -------------- | -------------- | -------------- | -------------- | -------------- | -------------- | -------------- | -------------- |
| Gennemsnitlig maks °C           | 17             | 16,9           | 18,5           | 21,3           | 24,4           | 27,7           | 29,9           | 30,4           | 28,8           | 26,6           | 22,4           | 18,6           | 23,5           |
| Gennemsnitlig min °C            | 8              | 7,6            | 8,7            | 11,3           | 14,5           | 17,8           | 20,4           | 21             | 18,8           | 16,4           | 12,6           | 9,7            | 13,9           |
| Gennemsnitlig nedbør mm         | 94             | 69             | 49             | 24             | 10             | 1              | 0              | 0              | 2              | 31             | 52             | 98             | 430            |
| Kilde (20. april 2017): TurVejr |                |                |                |                |                |                |                |                |                |                |                |                |                |

## Kendte personer
- Sonay Adem, socialistisk politiker
- Rauf Denktaş, tidligere Tyrkisk-Cypriotisk leder
- Marios Joannou Elia, Cypriotisk musiker bosiddende i Østrig
- Suat Günsel, Erhvervsmand og milliardær
- Evagoras Karageorgis, musiker og komponist
- Ærkebiskop Makarios, første præsident for Republikken Cypern
- Özker Özgür, Tyrkisk-Cypriotisk politiker
- Theo Paphitis, Britisk-Cypriotisk erhvervsmand
- Andrew Theophanous, politiker

## Venskabsbyer
- Chania, Grækenland
- Kalamaria, Grækenland
- Preveza, Grækenland
- Lamia, Grækenland
- Corfu, Grækenland (1992)
- Mytilene, Grækenland
- Anzio, Italien

## Pafos i mytologien
Pafos er ifølge græsk mytologi fødested for kærlighedsgudinden Afrodite.